# Marta Lainfiesta Dorión
Marta Lainfiesta Dorión (10 tháng 1 năm 1886 - 8 tháng 5 năm 1976) là một phụ nữ Guatemala. Bà là vợ của cựu Tổng thống Guatemala, ông Jorge Ubico Castañeda.
Bà sinh ra ở thành phố Guatemala, con gái của Victor Lainfiesta Torres và María Josefa Amalia Dorion Klée. Sau đó, bà kết hôn vào ngày 15 tháng 3 năm 1905, với Tướng Jorge Ubico Castañeda.
Trong sự nghiệp chính trị của chồng, bà vẫn duy trì phong độ thấp và ngay cả sau khi Ubico lên nắm quyền tổng thống năm 1931. Lainfiesta chỉ đồng hành cùng Ubico trong các chuyến đi trong nước và quốc tế cũng như xuất hiện ngắn gọn tại các sự kiện và chuyến thăm chính thức của các nhà lãnh đạo nước ngoài. Sau khi Ubico từ chức, Lainfiesta đi cùng anh đến Hoa Kỳ, Ubico qua đời năm 1946. Sau đó, phần còn lại của Ubico đã được hồi hương và bà chuyển đến Guatemala, nơi bà qua đời năm 1976.